# Shinji Miyazaki
Shinji Miyazaki (宮崎 慎二 Miyazaki Shinji?) es un compositor y arreglista japonés. Nació en Kobe, vivió en una variedad de áreas en la isla de Shikoku, durante gran parte de su niñez. Desarrolló un gusto por la música pop, lo cual finalmente lo llevó a estudiar piano y arreglos musicales en la Universidad de Música de Shobi. Le tomó algún tiempo decidir que la música sería su carrera, pero finalmente decidió convertirse en un arreglista, y más tarde en un compositor.
Su trabajo ha sido principalmente en bandas sonoras de anime. Sus trabajos más conocidos incluyen música para la serie Crayon Shin-chan y para gran parte del anime de Pokémon y la mayoría de sus películas. 

## Trabajos

### Composición musical
- Crayon Shin-chan
- Crayon Shin-chan: Arashi wo Yobu Jungle
- Crayon Shin-chan: Arashi wo Yobu! Yuuhi no Kasukabe Boys[1]
- Crayon Shin-chan: Dengeki! Buta no Hizume Daisakusen
- Pokémon
- Pikachu's Island Adventure
- Pokémon The First Movie: Mewtwo Strikes Back
- Pokémon the Movie 2000: The Power of One
- Pokémon 3: El hechizo de los Unown
- Pokémon: Mewtwo Returns
- Pokémon 4Ever: Celebi - Voice of the Forest[2]
- Pokémon Heroes: Latios and Latias
- Pokémon: Jirachi y los Deseos[3]
- Pokémon: El Destino de Deoxys
- The Mastermind of Mirage Pokémon'[4]
- Pokémon: Lucario y el misterio de Mew
- Pokémon Ranger y el Templo del Mar
- Pokémon: The Rise of Darkrai
- Pokémon: Giratina and the Sky Warrior
- Pokémon: Arceus y la Joya de la Vida
- Pokémon: Zoroark: El Maestro de Ilusiones'[5]
- Pokémon: Negro—Victini y Reshiram y Blanco—Victini y Zekrom
- Pokémon: Kyurem vs. El Espadachin Místico
- Pokémon: Genesect y el despertar de una leyenda
- Pokémon: Diancie y la crisálida de la destrucción
- Pokémon: Hoopa y un duelo histórico
- Pokémon: Volcanion y la maravilla mecánica
- Pokémon the Movie: I Choose You!

### Arreglos en el tema musical
- Pretty Sammy
- Ojarumaru
- Sakura Wars 2